# Bakstenen (lied)
Bakstenen is een lied van de Nederlandse rapper Lijpe in samenwerking met rapper Kevin. Het stond in 2021 als tweede track op het album Verzegeld van Lijpe.

## Achtergrond
Bakstenen is geschreven door Joey Moehamadsaleh, Sebastien Graux, Rafaël Maijnard, Abdel Achahbar en Kevin de Gier en geproduceerd door Jordan Wayne. Het is een lied uit het genre nederhop. Het is een lied dat gaat over geld verdienen en waar het aan uit te geven. Het lied werd uitgebracht als onderdeel van het album Verzegeld en niet als single. 

## Hitnoteringen
Ondanks dat het nummer niet als single werd uitgebracht, was het toch enigszins succesvol in de hitlijsten. Het piekte op de elfde plaats van de Single Top 100 en stond zes weken in deze lijst. Er was geen notering in de Top 40, maar het kwam tot de tiende plek van de Tipparade.